# 포레스텔라
포레스텔라(Forestella)는 대한민국의 크로스오버 사중창 그룹이다. 배두훈, 강형호, 조민규, 고우림으로 구성되어 있다. JTBC의 음악 예능 오디션 프로그램 팬텀싱어2에서 결성되었으며, 결승에서 최종 우승하여 우승혜택인 유니버설뮤직의 클래식 음반·공연기획사 아트앤아티스트와 계약을 맺고 활동하게 되었다. 2018년 3월 앨범 <Evolution>으로 데뷔했다.
4인 팀의 첫 무대인 1차 결승전인 2017년 9월 26일을 결성일로 2017년 11월 3일 오디션을 최종 우승하여 우승일로 1집 앨범을 발매한 날인 2018년 3월 14일을 데뷔일로 정하여 결성일, 우승일, 데뷔일이 다 다르다.
아트앤아티스트와 계약만료 후 2021년 8월 2일 부터 현재까지 비트인터렉티브와 계약을 맺고 활동하고 있다.

## 이름
포레스텔라는 숲을 뜻하는 영어단어 'Forest'와 별을 뜻하는 이탈리아단어 'Stella'의 합성어로, '숲처럼 편안하고 별처럼 반짝이는 음악'을 하겠다는 의미를 담고 있다. 여기서 착안하여 팬들은 숲별이라는 애칭으로 불린다.
팀 이름이 4인 명의로 저작권 등록이 되어 있다.

## 활동
조민규, 고우림, 배두훈, 강형호 는 2017년 8월부터 2017년 11월까지 JTBC에서 방영된 음악 경연 프로그램 팬텀싱어에 출연하였다. 팬텀싱어는 여러 음악 장르를 아우르는 크로스오버 장르에서 활동할 사중창을 만들 기획으로 제작되어 클래식을 비롯한 다양한 장르에 대한 관심을 환기시켜 화제가 되었으며 포레스텔라에도 다양한 음악적 배경을 가진 네 명이 모이게 되었다. 조민규는 1차전 우승후 2차전을 위해 서울대학 성악과 후배인 고우림을 선택하여 2차전을 위해 선배로써 특훈을 해주며 팀을결성, 2차전 통과후 성악위주의 팀에 다양한 특색을 더하기 위해 배두훈을 선택해서 3차전을 준비한다.  4차전에 강형호가 팀에 합류하며 팀의 크로스오버 로써의 특징이 완성된다. 이 과정에서 조민규는 팬텀싱어 2차전 경연 내내 전략가 라는 칭호를 얻었고 지금도 팀의 전략가이며 리더이다.
조민규(테너) 와 고우림(베이스)은 성악 콩쿠르에서 입상하기도 하였다.  배두훈은 뮤지컬 배우로 활동하는 한편 국악 크로스오버 밴드 <AUX>에서 객원보컬로 활동하였다. 강형호는 화학연구원으로 재직 중이었으나 직장인 밴드 대회에서 우승한 이력도 있는 직장인 밴드의 보컬로 활동하였고, 프로그램 예선에서 부른 <오페라의 유령> 영상 조회수가 백만이 넘어 화제가 되었다.
네 명은 13회로 방영된 프로그램 팬텀싱어에서 이중창, 삼중창, 사중창 등 여러 무대를 함께 하고 최종적으로 한 팀이 되었다. 조민규와 고우림은 이중창 경연에서 1967년 발표된 이탈리아 노래 <L'immensita>를 듀엣으로 부르고 함께 통과하였으며, 여기에 배두훈이 합류하여 이탈리아 가수 안드레아 보첼리의 노래 <Dell'Amore Non Si Sa>와 이매진 드래곤스의 일렉트로닉 락 곡 <Radioactive> 무대를 선보였다. 강형호의 합류 후 네 명으로 이탈리아 노래 <In Un'Altra Vita> 등 네 곡을 결승에서 불렀으며, 팬텀싱어 시즌2의 우승팀이 되었다. 우승 후, 팬텀싱어2의 결승에 진출한 다른 참가자들과 함께 2017년 12월 3일부터 2018년 2월 10일까지 9개 도시에서 10회로 진행된 팬텀싱어2 콘서트에 참여하였다.

## 구성원
| 이름   | 소개 |
| ------ | --- |
| 조민규 | - 생년월일: 1990년 11월 19일(34세) - 출생지: 대한민국 강원도 태백시 - 학력: 서울대학교 성악과 석사 - 포지션: 리더 - 주 보컬 톤: 클래식 보컬 테너(Tenor)                                          |
| 배두훈 | - 생년월일: 1986년 7월 15일(39세) - 출생지: 대한민국 서울특별시 - 학력: 한국예술종합학교 연극원 연기과 - 배우자: 강연정 (2023년 5월 6일 ~ 현재) - 주 보컬 톤: R&B, 뮤지컬                        |
| 강형호 | - 생년월일: 1988년 3월 8일(37세) - 출생지: 대한민국 부산광역시 - 학력: 부산대학교 화학공학 학사 - 배우자 : 정민경 (2024년 4월 13일 ~ 현재) - 주 보컬 톤: 락, 클래식 보컬 소프라니스트            |
| 고우림 | - 생년월일: 1995년 7월 10일(30세) - 출생지: 대한민국 대구광역시 - 학력: 서울대학교 성악과 대학원 재학중 - 배우자: 김연아 (2022년 10월 22일 ~ 현재) - 주 보컬 톤: 클래식 보컬 베이스 (성악)(Bass) |

## 음반

### 정규 앨범
- 2018. 03. 14 1집 앨범 Evolution
- 2019. 05. 22. 2집 앨범 Mystique
- 2021. 04. 19. 3집 앨범 The Forestella

### 미니 앨범
- 2022. 05. 30. 미니 1집 The Beginning : World Tree
- 2023. 11. 07. 미니 2 집 Unfinished

### 디지털 싱글
- 2022. 12. 22. 싱글 1집 The Bloom : UTOPIA
- 2023. 07. 01. 싱글 2집 White Night (백야)
- 2023. 09. 06 스핀오브 싱글 KOOL
- 2024. 10. 26. 싱글 3집 Apocalypse
- 2024. 12. 25. 싱글 4집 And Spring (그리고 봄)
- 2025. 07. 09. 싱글 5집 Everything

### 참여 앨범
| 연도 | 앨범명                   | 곡                                            |
| ---- | ------------------------ | --------------------------------------------- |
| 2017 | 《팬텀싱어2 Episode 9》  | 1. In Un'altra Vita 2. Maldita SeaMi Suerte   |
| 2017 | 《팬텀싱어2 Episode 10》 | 1. Come Un Eterno Addio 4. Il Mirto E La Rosa |
| 2018 | 《팬텀싱어 시즌2》       | In Un'altra Vita 등 결승 4곡                  |

## 공연
| 연도 | 공연                             | 도시                         |
| ---- | -------------------------------- | ---------------------------- |
| 2017 | 팬텀싱어2 콘서트 전국투어        | 인천, 대전, 대구, 광주       |
| 2018 | 팬텀싱어2 콘서트 전국투어        | 울산, 서울, 청주, 고양, 부산 |
| 2018 | 포레스텔라 팬미팅                | 서울                         |
| 2018 | 원주 윈터댄싱카니발 미니콘서트   | 원주                         |
| 2018 | 포레스텔라 1집 에볼루션 전국투어 | 서울 외 10개 도시 3/9~5/12   |

- 그 외: 바다 20주년 콘서트 게스트 참여 (2017), 옥주현 데뷔 20주년 기념 음악회 <to fly higHER> 게스트 참여 (2018), 김동률 콘서트 <답장> 게스트 참여 (2018)

## 방송
| 연도              | 프로그램             | 방송사    | 비고 |
| ----------------- | -------------------- | --------- | --- |
| 2017              | 팬텀싱어2            | JTBC      | 1화-13화 |
| 2018              | 투유프로젝트-슈가맨2 | JTBC      | 17화 |
| 2019              | 불후의 명곡          | KBS2      | 389화-391화 404화,409화, 418화-419화, 425화,429화, 433화-434화, 446화,453화, 459화,462화, 463화,486화, 487화 |
| 2020              | 불후의 명곡          | KBS2      | 389화-391화 404화,409화, 418화-419화, 425화,429화, 433화-434화, 446화,453화, 459화,462화, 463화,486화, 487화 |
| 팬텀싱어3         | JTBC                 | 5화-7화   | |
| 유희열의 스케치북 | KBS                  | 498회     | |
| 2021              | 팬텀싱어 올스타전    | JTBC      | 1화 -12화 |
| 2022              | 유희열의 스케치북    | KBS       | 581회,582회                                                                                                  |
| 2022              | 유 퀴즈 온 더 블럭   | TVN       | 174회 |
| 2023              | 팬텀싱어 4           | JTBC      | 1회 |
| 2023              | 전지적 참견 시점     | MBC       | 239회 |
| 2023              | 도원차트 시즌 3      | K•star    | 1회 |
| 2023              | 구해줘! 홈즈         | MBC       | 200회,201회                                                                                                  |
| 2023              | 걸어서 환장 속으로   | KBS       | 20회,21회 |
| 2025              | 방판뮤직 어디든 가요 | KBS2      | 2회,3회 |
| 2025              | 라이브 와이어        | Mnet, tvN | 9회 |

## 수상 목록
| 연도 | 시상식                           | 부문                             | 결과 | 각주   |
| ---- | -------------------------------- | -------------------------------- | ---- | ------ |
| 2020 | 2020 뉴시스 K-EXPO               | 국회 문화체육관광위원회 위원장상 | 수상 |        |
| 2021 | 2021 올해의 브랜드 대상          | 올해의 크로스오버그룹            | 수상 |        |
| 2022 | 2022 대한민국 퍼스트 브랜드 대상 | 크로스오버그룹                   | 수상 |        |
| 2022 | 2022 K 글로벌 하트 드림 어워즈   | K 글로벌 크로스오버상            | 수상 | [ 11 ] |
| 2022 | 2022 올해의 브랜드 대상          | 올해의 크로스오버그룹            | 수상 |        |
| 2023 | 2023 브랜드 고객충성도 대상      | 크로스오버그룹                   | 수상 |        |
| 2023 | 2023 올해의 브랜드 대상          | 올해의 크로스오버그룹            | 수상 |        |
| 2024 | 2024 올해의 브랜드 대상          | 올해의 크로스오버그룹            | 수상 |        |
| 2025 | 2025 브랜드 고객충성도 대상      | 크로스오버그룹                   | 후보 |        |